# Робін Шалль-Емден
Робін Шалль, з 1931 року — Шалль-Емден (нім. Robin Schall-Emden; 22 березня 1893 — 29 січня 1946) — німецький офіцер, віцеадмірал крігсмаріне. Кавалер Німецького хреста в сріблі.

## Біографія
1 квітня 1911 року поступив на службу в кайзерліхмаріне. З 1 жовтня 1913 року служив на борту легкого крейсера «Емден». 9 листопада 1914 року «Емден» був потоплений і Шалль потрапив у полон. 6 грудня 1919 року звільнений, повернувся в Німеччину і продовжив службу в рейхсмаріне.
З 13 вересня 1939 по 17 березня 1940 року — комендант фортеці Готенгафена, 13 січня 1940 року — одночасно командувач східним узбережжям Балтійського моря. Після Норвезької кампанії призначений командиром гавані Нарвіка, згодом повернувся на стару посаду. З 20 червня 1940 року — військово-морський командувач Західної Франції. 4 грудня 1940 року відправлений у розпорядження головнокомандувача крігсмаріне. З 18 лютого 1941 року — адмірал-командувач морськими командними пунктами. 14 листопада 1944 року відправлений у резерв. З 2 січня 1945 року — інспектор поповнення Шлезвіг-Гольштейну. 15 травня потрапив у британський полон, де і помер.

## Звання
- Морський кадет (1 квітня 1911)
- Фенріх-цур-зее (15 квітня 1912)
- Лейтенант-цур-зее (3 серпня 1914)
- Обер-лейтенант-цур-зее (1 січня 1920)
- Капітан-лейтенант (1 вересня 1921)
- Корветтен-капітан (1 серпня 1929)
- Фрегаттен-капітан (1 лютого 1935)
- Капітан-цур-зее (1 жовтня 1936)
- Контр-адмірал (1 грудня 1940)
- Віце-адмірал (1 лютого 1943)

## Нагороди
- Залізний хрест 2-го і 1-го класу
- Князівський орден дому Гогенцоллернів, почесний командорський хрест з мечами
- Колоніальний знак
- Почесний хрест ветерана війни з мечами
- Медаль «За вислугу років у Вермахті» 4-го, 3-го, 2-го і 1-го класу (25 років; 2 жовтня 1936) — отримав 4 нагороди одночасно.
- Застібка до Залізного хреста 2-го класу
- Нарвікський щит (1 березня 1941)
- Хрест Воєнних заслуг 2-го і 1-го класу з мечами (22 жовтня 1942) — отримав 2 нагороди одночасно.
- Орден Римського орла, великий офіцерський хрест з мечами (Королівство Італія; 26 грудня 1942)
- Німецький хрест в сріблі (28 грудня 1943)